# Monmouth (Illinois)
Pour les articles homonymes, voir Monmouth.
Monmouth est le siège du comté de Warren, dans l'Illinois, aux États-Unis.